# Belinda Tato
Belinda Tato   (Madrid, 3 de desembre de 1971) és una arquitecta fundadora, en 2000, al costat de José Luis Vallejo de l'estudi d'arquitectura Ecosistema Urbà, al que s'incorporarien més tard els arquitectes Diego García-Setién i Constantino Hurtado, considerada una de les 50 millors arquitectes d'Espanya.

## Biografia i carrera professional
Belinda Tato va estudiar arquitectura a l'Escola Tècnic Superior d'Arquitectura de Madrid (ETSAM) de la Universitat Politècnica de Madrid, formant part d'una nova generació d'arquitectes, tots ells estudiants d'Escola de Madrid, com Cristina Díaz Moreno, Izaskun Chinchilla, o Andrés Jaque; els quals aporten un nou enfocament a l'arquitectura espanyola.
Més tard va estudiar també en la Bartlett School of Architecture de Londres.
Belinda Tato considera que l'arquitectura ha d'estar al servei de les necessitats de la gent, i que no es pot seguir permetent que el disseny de les ciutats oblidi la qualitat de vida dels seus ciutadans.

### Projectes destacables
Com a arquitecta és responsable, a Madrid, del Ecobulevar de l'eixample de Vallecas (projecte en el qual s'integren els arbres d'aire, que són capaços d'emular un microclima); el Museu de la Meteorologia al parc del Retiro (que integrarà lucernario-periscopi-caleidoscopio en la coberta d'un edifici històric de 1848) i del projecte per crear una platja a la plaça Soledad Torres Acosta, a uns metres de la Gran Via. La Plaça Ecopolis de Rivas-Vaciamadrid. A l'estranger, un estadi dedicat a les arts marcials a Seül (Corea del Sud), sent el seu estudi un dels protagonistes de l'exposició Fresh Madrid, a Brussel·les; i, a més, va resultar finalista entre més de 200 candidats en un concurs convocat per resoldre els problemes urbans de Filadèlfia.
Va guanyar un primer premi del Concurs Europeu per a Joves Arquitectes (Europan) per reconvertir un antic abocador en una ampliació urbana a la ciutat de Maribor (Eslovènia).